# Jičín
Jičín (tjekkisk udtale: [ˈjɪtʃiːn] ; tysk: Jitschin eller Gitschin) er en by i regionen Hradec Králové i Tjekkiet, med omkring 16.000 indbyggere. Den historiske bykerne er velbevaret og er beskyttet ved lov som et kulturmonument.
Byens historie er forbundet med Albrecht von Wallenstein, der havde genopbygget byen, og mange seværdigheder bærer hans navn.

## Inddeling
Jičín består af bydelene Holínské Předměstí, Nové Město, Pražské Předměstí, Sedličky, Soudná, Staré Město og Valdické Předměstí og landsbyerne Dvorce, Hubálov, Moravčice, Popovice og Robousy.

## Etymologi
Oprindelsen af navnet Jičín er ukendt, men ifølge de mest sandsynlige hypoteser stammer det enten fra det tyske navn på dronning Judith af Habsburg Guta, eller fra Dičín, afledt af det gamle tjekkiske ord dík (som betyder "vildsvin", som der var mange af på egnen).

## Geografi
Jičín ligger omkring 85 km nordøst for Prag. Det ligger i hjertet af Jičínhøjlandet. Det højeste punkt er bakken Zebín der er 399 moh. Byen ligger ved floden Cidlina. Flere andre små vandløb strømmer også gennem kommunens område, herunder vandløbene Valdický, Popovický, Úlibický og Trnávka. Der er fem damme i området, den største af dem er Šibeňák. Dammene Kníže og Šibeňák ligger lige i byområdet.
Jičín kaldes undertiden "Porten til det bøhmiske paradis", men området Det bøhmiske paradis begynder uden for grænserne til Jičíns kommunale område. I den nordlige del er der to naturmonumenter, Zebín (som omfatter bakkens top) og Libosad-obora (som omfatter hele Libosad-parken).

## Historie
Bebyggelsen er første gang nævnt i 1143 i skødet om stiftelsen af Strahov-klosteret. Byen Jičín blev grundlagt i det 13. århundrede på stedet for landsbyen Staré Místo nær Veliš Slot. Den blev kort efter flyttet nordpå til sin nuværende placering, som var bedre beskyttet af Cidlina-floden. Den første skriftlige omtale af Jičín stammer fra et dokument af dronning Judith af Habsburg, hustru til kong Wenceslaus 2. af Bøhmen, dateret 1. august 1293. Byen blev bygget med et regulært gadeforløb omkring en rektangulær plads og var omgivet af træbefæstninger med forstærkede bastioner og en rende.
Jičín var først kongebyen, men i 1337 solgte kong Johannes af Bøhmen den til familien Wartenberg, som ejede den indtil midten af det 15. århundrede. Hussitterkrigene påvirkede ikke byen meget. Efter en stor brand i 1572 blev de fleste træhuse erstattet af renæssancebygninger af sten, - også sognekirken blev ombygget. I 1587 havde Burjan Trčka bygget et lille slot. I 1607 blev Jičín erhvervet af Zikmund Smiřický. Familien Smiřický havde her bygget et nyt større slot, som erstattede Trčka-familiens slot.
Den største udvidelse af byen startede i 1621 under Trediveårskrigen, da byen blev en ejendom tilhørende generalissimo Albrecht von Wallenstein, som gjorde den til centrum for sit hertugdømme Friedland og prægede sine egne mønter der. Adskillige arkitekter arbejdede for ham, især Giovanni de Galliano Pieroni, Giovanni Battista Marini, Andrea Spezza og Nicolo Sebregondi. Han lod slottet og Jakobskirken genopbygge fuldstændigt i norditaliensk stil og forbandt dem via en overdækket gangbro. Byen skulle bygges fuldstændig om til en moderne by med adskilte repræsentative og håndværkerdele. Sognekirken Sankt Ignatius sammen med kollegiet blev givet til jesuitterne i 1627. Wallenstein havde også et sommerhus, landbrugsbygninger og en dyrepark bygget i den nordlige del af byen nær Valdice og en lindegyde langs stien, der fører til sommerhuset. Efter Wallensteins tidlige død i 1634 mistede byen meget af sin betydning.
Slaget ved Gitschin blev udkæmpet i nærheden under den østrigsk-preussiske krig i 1866.
Indtil 1918 var byen en del af det østrigske monarki (på Østrigs side efter kompromiset i 1867), leder af Jicin – Jičín-distriktet, en af de 94 Bezirkshauptmannschaften i Bøhmen.
I 2019 blev landsbyen Hubálov, der oprindeligt var en del af Tuř, sluttet til Jičín. Overførslen af hele matrikelområdet er unik i landets moderne historie.

## Gallery
- Valdštejnovo-pladsen med Valdická-porten og slottet
- Valdštejnovo-pladsen set fra Valdická-porten
- Lindeallé, der forbinder Libosad-parken med centrum
- Kirken for fundet af det hellige kors i Robousy